# Milstar
Milstar, significando originalmente Military Strategic and Tactical Relay, é uma constelação de satélites de comunicações em órbita geoestacionária, que são operados pela Força Aérea dos Estados Unidos, e fornecem comunicações seguras em todo o mundo para atender as exigências das Forças Armadas dos Estados Unidos. Seis foram lançadas entre 1994 e 2003, dos quais cinco estão em operação, e o sexto foi perdido em uma falha no lançamento.

## Satélites
| Nome    | Bloco             | Data do lançamento/hora (UTC) | COSPAR ID | Veículo de lançamento | Observações         |
| ------- | ----------------- | ----------------------------- | --------- | --------------------- | ------------------- |
| USA-99  | Block I           | 07-02-1994, 21:47:01          | 1994-009A | Titan IV(401)A        |                     |
| USA-115 | Block I           | 06-11-1995, 05:15:01          | 1995-060A | Titan IV(401)A        |                     |
| USA-143 | Block I/II hybrid | 30-04-1999, 16:30:00          | 1999-023A | Titan IV(401)B        | Falha no lançamento |
| USA-157 | Block II          | 27-02-2001, 21:20             | 2001-009A | Titan IV(401)B        |                     |
| USA-164 | Block II          | 16-01-2002, 00:30:00          | 2002-001A | Titan IV(401)B        |                     |
| USA-169 | Block II          | 08-04-2003, 13:43:00          | 2003-012A | Titan IV(401)B        |                     |